# 진주 쌍충 사적비
진주 쌍충 사적비(晉州 雙忠 事蹟碑)는 대한민국 경상남도 진주시 본성동에 있는 조선시대의 비석이다. 1972년 2월 12일 경상남도의 유형문화재 제3호 쌍충사적비로 지정되었다가, 2018년 12월 20일 현재의 명칭으로 변경되었다.

## 개요
임진왜란 당시 나라를 위해 싸우다 전사한 제말장군과 그의 조카인 제홍록의 충의를 기리기 위해 세운 비이다.
제말(?∼1592)은 임진왜란이 일어나자 의병을 모아 웅천 ·김해 ·의령 등지에서 왜적과 싸워 공을 세웠고, 성주싸움에서 전사하였다. 제홍록은 숙부와 더불어 전공을 세웠으며, 이순신 휘하에 있다가 정유재란 때 전사하였다.
비의 형태는 거북받침돌 위에 비몸을 올리고 머릿돌을 얹은 모습이다. 거북받침은 등부분에 아무런 조각이 없으며, 튀어나온 눈을 강조하여 토속적인 느낌이 든다. 머릿돌에는 서로 엉킨 두 마리의 용이 머리를 맞대고 여의주를 물고 있는 모습이 생동감있게 조각되어 있다. 그 밑면에는 국화무늬를 장식하여 마무리하고 있다. 비문에는 제말장군과 제홍록의 공적을 적어 놓았다.
정조 16년(1792) 이조판서 서유린에게 글을 짓게 하여 비를 세웠다. 일제시대 때 일본관헌에 의해 비각이 헐리어 방치되었다가 1961년 지금의 자리로 옮기고 비각도 새로 지었다.

## 같이 보기
- 성주 쌍충사적비 (경상북도 유형문화재 제61호)

## 참고 자료
- 진주 쌍충 사적비 - 국가유산청 국가유산포털